# One Financial Center
Het One Financial Center is een wolkenkrabber in Boston, Verenigde Staten. De bouw van de aan 10 Dewey Square gelegen kantoortoren werd in 1984 voltooid.

## Ontwerp
Het One Financial Center is 179,83 meter hoog en heeft een oppervlakte van 111.483 vierkante meter. Het telt 46 bovengrondse en 2 ondergrondse verdiepingen. Het zeshoekige gebouw staat op een stuk grond van 4.978 vierkante meter. Op de eerste twee verdiepingen vindt men de lobby, ruimte voor detailhandel en een restaurant. De hogere verdiepingen bevatten kantoorruimte. De wolkenkrabber kreeg als derde kantoorgebouw in Boston een LEED certificaat.